# Карл Менгер
Карл Менгер вон Волфенсгрун ( , Ној Сандез (данас Нови Сонч), 28. фебруар 1840. — Беч, 26. фебруар 1921) био је аустријски економиста и оснивач Аустријске школе економије.

## Економија
Менгер је користио своју субјективну теорију вриједности да би дошао до онога што је сматрао једним од најмоћнијих увида у економији: „обе стране добијају од размјене“. За разлику од Вилијам Џевонс, Менгер није вјеровао да добра обезбјеђују „корисности” или јединице корисност. Напротив, писао је, добра су вриједна јер служе за различите намјене чија је важност различита. Менгер је такође дошао до објашњења како се новац развија, које неке школе мишљења и данас прихватају.

## Новац
Менгер је веровао да су злато и сребро племенити метали који су усвојени као новац због својих јединствених атрибута као што су скупоћа, издржљивост и лако очување, што их чини „најпопуларнијим средством за гомилање, као и робом која се највише фаворизује у трговини“. Менгер је показао да је „њихова посебна могућност продаје“ имала тенденцију да њихов утицај рашири чвршће од било ког другог тржишног добра, што је довело до њиховог усвајања као општег средства размјене и еволуције у многим друштвима као новца.